# Carposina nigronotata
Carposina nigronotata là một loài bướm đêm thuộc họ Carposinidae. Nó là loài đặc hữu của Maui và Hawaii.
Ấu trùng ăn quả và hoa của Myrsine lessertiana.